# Roger Avary
Roger Avary (Flin Flon, 23 agosto 1965) è uno sceneggiatore, regista, produttore cinematografico, direttore della fotografia e montatore statunitense di origine canadese.

## Biografia
Roger Avary è nato a Flin Flon, in Canada, da padre canadese cresciuto in Brasile e da madre tedesca, ma è cresciuto in Arizona (Stati Uniti), frequentando poi l'Art Center College of Design. Nei primi anni ottanta si trasferisce a Manhattan Beach, Los Angeles, California. A partire dal 1986 lavora come commesso in un videonoleggio locale, il Manhattan Beach Video Archivies, dove conosce Quentin Tarantino divenendone grande amico e iniziando a scrivere insieme a lui storie ed idee per film da fare.
Con Tarantino collabora sin dai primi tentativi di regia di quest'ultimo, aiutandolo già nel primo incompiuto film My best friend's birthday, dove cura la fotografia. In seguito co-sceneggia Le iene (1992) - in particolare di Le iene, Avary cura gli spot che durante il film si sentono recitati da K-Billy, il DJ di SuperSound 70's - Una vita al massimo (1993) e Pulp Fiction (1994). Subito dopo scrive e dirige Killing Zoe (1993), il suo debutto da regista, con Tarantino e Lawrence Bender come produttori esecutivi. Il film viene presentato al Mystfest di Cattolica e vince il premio come miglior film.
Comincia in seguito a lavorare per la televisione, realizzando nel 1995 il film Mr. Stitch con Rutger Hauer, senza ottenere particolare successo. Torna al cinema nel 2002 con Le regole dell'attrazione, tratto dal romanzo omonimo di Bret Easton Ellis, da lui sceneggiato, montato, diretto e prodotto. Con un budget di 4 milioni di dollari, il film ne incassa oltre 11 in tutto il mondo e col tempo guadagna la fama di cult-movie.  Dal film Avary realizza anche lo spin-off Glitterati, estendendo a lungometraggio le parti girate in Europa con una handycam per raccontare il viaggio di Victor. Il film, a causa dell'impossibilità di ottenere i diritti da parte di tutte le persone coinvolte che vi appaiono, è rimasto inedito e viene proiettato solamente in occasioni private o clandestine.  Nel 2006 scrive la sceneggiatura del film Silent Hill del suo amico Christophe Gans e nel 2007 scrive insieme a Neil Gaiman la sceneggiatura di La leggenda di Beowulf, diretto da Robert Zemeckis.
Il 14 gennaio 2008 viene arrestato a Ojai, in California, con l'accusa di guida in stato di ebbrezza e omicidio colposo dopo un incidente automobilistico in cui perde la vita il suo amico Andreas Zini.  L'evento lo segna profondamente e provoca un brusco arresto della sua carriera. Durante i mesi di reclusione riesce a postare alcuni messaggi su Twitter dove racconta il dramma della sua esperienza carceraria, suscitando molto clamore.  Nel 2012 è membro ufficiale della giuria del Concorso internazionale del 65º Festival del film Locarno.
Nel 2019 torna alla regia di un nuovo film, Lucky Day, sorta di sequel di Killing Zoe ma con dei toni molto più virati verso la commedia pulp ed il cartoon rispetto al primo film.

## Filmografia

### Regista
- The Worm Turns – cortometraggio (1983)
- Killing Zoe (1994)
- Mr. Stitch (1996)
- Le regole dell'attrazione (The Rules of Attraction) (2002)
- Glitterati (2004)
- Lucky Day (2019)

### Sceneggiatore
- The Worm Turns – cortometraggio (1983)
- Una vita al massimo, regia di Tony Scott (1993) - accreditato per il soggetto soltanto
- Killing Zoe (1993)
- Pulp Fiction, regia di Quentin Tarantino (1994) - accreditato per il soggetto soltanto
- Crying Freeman (1995)
- Mr. Stitch (1996)
- Odd Jobs (1997)
- RPM (1998)
- Le regole dell'attrazione (The Rules of Attraction) (2002)
- Glitterati (2004)
- Silent Hill (2006)
- La leggenda di Beowulf (2007)

### Produttore
- Mr.Stitch (1996)
- Odd Jobs (1997)
- Le regole dell'attrazione (The Rules of Attraction) (2002)
- Glitterati (2004)
- La leggenda di Beowulf (2007)

### Direttore della fotografia
- My Best Friend's Birthday, regia di Quentin Tarantino (1987)
- Glitterati (2004)

### Montatore
- Glitterati (2004)